# Nouvelle armée du Zhejiang
La nouvelle armée du Zhejiang (Chinois simplifié : 之江新军; Chinois traditionnel : 之江新軍; pinyin: Zhejiāng Xīnjūn), aussi connue comme la faction de Xi Jinping (Chinois simplifié : 习近平派系), est une expression utilisée pour qualifier les membres du parti communiste chinois proches du secrétaire général et président Xi Jinping. Le terme vise spécifiquement les cadres l'ayant connu lorsqu'il était secrétaire du comité du parti communiste chinois dans la province du Zhejiang. La « nouvelle armée » désigne les personnes qui ont été étroitement associées à Xi et s'identifient à ses opinions politiques.
Le terme a été utilisé pour la première fois par Ma Haoliang (马浩亮), rédacteur en chef du journal Ta Kung Pao, basé à Hong Kong, dans un article intitulé « La nouvelle armée du Zhijiang de la politique chinoise ». Le terme a été initialement utilisé comme titre du livre de Xi Jinping publié en 2007 : Zhijiang Xinyu (之江新语). Ce livre compilait les philosophies politiques de Xi Jinping pendant son mandat de cinq ans en tant que chef du parti du Zhejiang.

## Membres supposés
| Nom           | Date de naissance | Poste dans le Zhijiang sous Xi Jinping | Poste actuel |
| ------------- | ----------------- | --- | --- |
| Cai Qi        | 1955              | Secrétaire du parti à Quzhou et Taizhou | Premier secrétaire du secrétariat général du PCC                                                                                                 |
| Huang Kunming | 1956              | Maire de Huzhou et secrétaire du parti à Jiaxing | Secrétaire général du parti dans la province du Guangdong                                                                                        |
| Chen Derong   | 1961              | Maire de Jiaxing | Président exécutif de China Baowu Steel Group |
| Bayanqolu     | 1955              | Secrétaire du parti à Ningbo | Membre du Comité de la protection de l'environnement et de la conservation des ressources au sein de l'Assemblée Nationale Populaire             |
| Lou Yangsheng | 1959              | Secrétaire du parti à Lishui | Secrétaire général du parti dans la province de Henan                                                                                            |
| Xia Baolong   | 1952              | Secrétaire adjoint du Parti du Zhejiang | Vice président de la Conférence consultative politique du peuple chinois                                                                         |
| Chen Min'er   | 1960              | Directeur du département de la propagande du Parti provincial de Zhejiang | Secrétaire du parti à Tianjin |
| Ying Yong     | 1957              | Directeur du département de supervision Président de la Haute Cour du Zhejiang Secrétaire adjoint de la commission d'inspection disciplinaire du Zhejiang | Procureur général adjoint du Parquet populaire suprême chinois                                                                                   |
| Zhong Sahojin | 1968              | Chef adjoint du département de l'organisation du comité du parti de Zhejiang | Lieutenant général de l'armée populaire de libération Directeur du bureau central de la commission militaire centrale                            |
| Li Xi         | 1956              | (Membre proche de Xi ayant rejoint la faction en dehors du Zhejiang) | Secrétaire du comité central d'inspection disciplinaire du PCC                                                                                   |
| Chen Xi       | 1953              | (Membre proche de Xi ayant rejoint la faction en dehors du Zhejiang) | Directeur de l'École centrale du Parti communiste chinois                                                                                        |
| He Lifeng     | 1955              | (Membre proche de Xi ayant rejoint la faction en dehors du Zhejiang) | Vice-premier ministre |
| Shu Guozeng   | 1956              | Directeur adjoint du Bureau général du Comité provincial du Zhejiang Directeur du Bureau général du Comité provincial du Zhejiang | Directeur de l'équipe d'inspection disciplinaire de la Commission centrale d'inspection disciplinaire du Bureau général du Comité central du PCC |
| Li Qiang      | 1959              | Membre du comité permanent de Jinhua Secrétaire du parti communiste de Yongkang Directeur adjoint du bureau général du gouvernement de la province de Zhejiang Directeur et secrétaire du parti au bureau de l'administration de l'industrie et du commerce du gouvernement de la province de Zhejiang. Secrétaire du parti de la ville de Wenzhou Secrétaire général du comité du parti de la province de Zhejiang | Premier ministre |

## Autres membres
D'autres hommes politiques ont été désignés par les médias de langue chinoise comme des associés de Xi Jinping. Ils l'ont connu ou ont travaillé avec lui dans le cadre de leurs fonctions régionales dans la province de Shaanxi (la « province natale » de Xi), dans le sud-est (provinces de Zhejiang et de Fujian), ou par l'intermédiaire de l'université de Tsinghua, où Xi a passé du temps dans sa jeunesse. Parmi les personnes citées figurent Wang Qishan, Li Zhanshu, Liu He, Chen Xi, He Yiting, Wang Xiaohong, Li Shulei et Huang Xingguo (depuis disgracié). Dans l'armée, Liu Yuan, Zhang Youxia et Liu Yazhou ont été cités parmi les principaux associés de Xi.